# Почтовые индексы в Албании
Почтовые индексы в Албании основаны на системе почтовой индексации, предусматривающей использование четырёхзначных цифровых кодов в почтовом обиходе Албании.

## Описание
Современный почтовый индекс Албании состоит из четырёх цифр.
Первые две цифры обозначают окружной почтамт, находящийся в административном центре данной административной единицы (округа), а вторые две цифры обозначают почтовое отделение, обслуживающее соответствующую административную единицу на муниципальном уровне:
- 1000 Тирана
- 1500 Круя
- 2000 Дуррес
- 2500 Кавая
- 3000 Эльбасан
- 3300 Грамши
- 3400 Либражди
- 3500 Пекини
- 4000 Шкодер
- 4300 Мальси-э-Мади
- 4400 Пука
- 4500 Лежа
- 4600 Мирдита
- 4700 Курбин
- 5000 Берат
- 5300 Кучова
- 5400 Скрапари
- 6000 Гирокастра
- 6300 Тепелена
- 6400 Пермети
- 7000 Корча
- 7300 Поградец
- 7400 Колёня
- 8000 Мати
- 8300 Дибра
- 8400 Булькиза
- 8500 Кукес
- 8600 Хас
- 8700 Тропоя
- 9000 Люшня
- 9300 Фиери
- 9400 Влёра
- 9700 Саранда
- 1700 Транзит
- 1800 Офис EMS